# Pimelodella australis

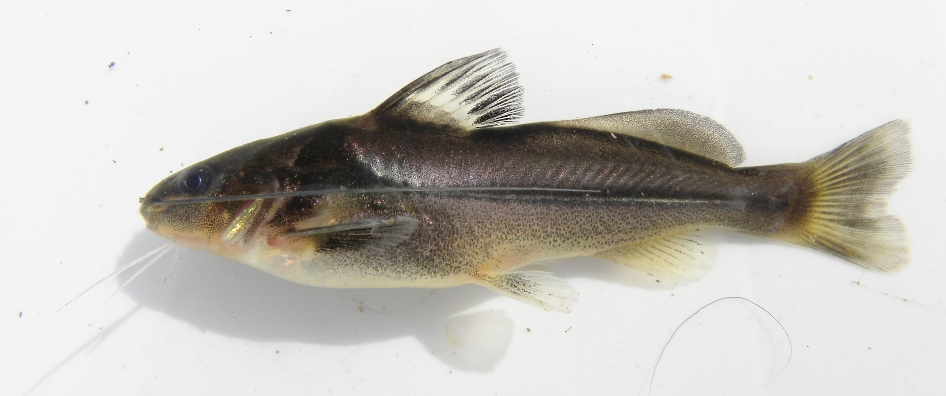
Pimelodella australis

Pimelodella australis is een straalvinnige vissensoort uit de familie van de antennemeervallen (Heptapteridae). De wetenschappelijke naam van de soort is voor het eerst geldig gepubliceerd in 1917 door Carl H. Eigenmann. Eigenmann vermeldt als synoniemen Pimelodella lateristriga Eigenmann, 1894 [non (Liechtenstein, 1823)] en Pimelodus lateristriga Boulenger, 1891 [non Pimelodes lateristrigus Liechtenstein, 1823]. Dit betreft foute determinaties en dus geen werkelijke synoniemen.